# Aurach am Hongar
Aurach am Hongar je obec v rakouské spolkové zemi Horní Rakousy, v okrese Vöcklabruck.

## Počet obyvatel
V roce 2012 zde žilo 1 601 obyvatel.

## Politika
Obecní zastupitelstvo má 19 členů.

### Starostové
- do roku 2010 Franz Fellinger (ÖVP)
- 2010 bis 2015 Erwin Bichler (ÖVP)
- od roku 2015 Josef Staufer (ÖVP)